# Hugo Glaser
Hugo Glaser (* 13. Oktober 1881 in Wien; † 10. Dezember 1976 ebenda) war ein österreichischer Arzt, Sachbuchautor und Journalist.

## Leben
Glaser studierte an der Universität Wien Medizin und wurde 1905 promoviert. Er arbeitete bereits zu Studienzeiten als Parlamentsstenograph für das Neue Wiener Tagblatt und dort später auch als stellvertretender Chefredakteur.
Während des Ersten Weltkriegs war er Stabsarzt, danach praktischer Arzt in Wien. Nach dem „Anschluss“ Österreichs 1938 musste Glaser bis 1945 aus Angst vor Verfolgung, Verschleppung, und/oder Ermordung durch das NS-Regime im Untergrund verbringen. : „Man muss sich die Situation vorstellen: Nicht in seine eigene Wohnung können, natürlich keine Lebensmittelkarten bekommen, das Quartier ständig wechseln, auf der Straße nicht auffallen, das heißt, möglichst wenig auf die Straße gehen, und das nicht für ein paar Tage, sondern für Jahre. Und wenn man dabei noch so vorsichtig ist, so gibt es doch Augenblicke, in denen man glauben muss: nun ist es aus.“ So beschreibt Glaser sein und das Leben vieler anderer im Untergrund lebenden („U-Boote“ genannten) Menschen dieser Zeit.
Am 2. Juni 1945 gründete Hugo Glaser die von ihm initiierte „Gesellschaft zur Pflege der kulturellen und wissenschaftlichen Beziehungen zur Sowjetunion“ (Österreichisch-Sowjetische Gesellschaft) als nichtstaatliche demokratische Organisation, „um die Beziehungen zwischen der UdSSR und der Republik Österreich in den Bereichen Wissenschaft und Kultur zu stärken“. Er leitete die Gesellschaft 30 Jahre lang als Präsident.
Hugo Glaser war seit 1946 Freimaurer.

## Werke (Auswahl)
- In diesen 90 Jahren. Autobiographie. Maudrich. Wien 1972, 123 S.
- Das Denken in der Medizin. Eine Einführung. Duncker & Humblot, Berlin 1967, 293 S.
- Frauen und ihre Probleme. Orell Füssli, Zürich 1966, 236 S.
- Die jüngsten Siege in der Medizin. Orell Füssli, Zürich 1964, 250 S.
- Dramatische Medizin : Selbstversuche von Ärzten. Füssli, Zürich 1959, 246 S.
- Anekdoten um Ärzte. W. Maudrich, Wien 1956, 259 S.
- Gesetz und Geheimnis des Lebens. Streifzüge durch die Biologie. Wiener Volksbuchverlag, Wien 1952, 255 S.
- Die Entdecker der Welt. Von Marco Polo bis zur Gegenwart. Schönbrunn, Wien 1951, 323 S.
- Pioniere der Heilkunde. Wiener Volksbuchverlag, Wien 1950, 213 S.
- Das Weltbild der Medizin von heute. W. Maudrich, Wien 1949, 140 S.
- Erklärung medizinischer Fachausdrücke. Hölder-Pichler-Tempsky, Wien 1948, 83 S.
- Wiens große Ärzte. Volksbuchreihe „Wien“, Band 2. Wiener Volksbuchverlag, 1947 online hier
- Vom Essen und Trinken. Universum, Wien 1947, 374 S.
- Lexikon für Gesunde und Kranke. Ein ärztlicher Ratgeber. Frau und Mutter, Wien 1946, 386 S.
- Österreichs große Ärzte: von Paracelsus bis Hochknecht. Steyrermühl, Wien 1935, 71 S.
- Lesebuch des Lebens: Biologische Betrachtungen. Krystall-Verlag, Wien 1930, 311 S.
- Aerztlicher Fragekasten für Kranke und Gesunde. Steyrermühl, Wien 1925, 95 S.

## Auszeichnungen
- Großes Silbernes Ehrenzeichen für Verdienste um die Republik Österreich (1971)
- Preis der Stadt Wien für Volksbildung (1964)
- Großes Ehrenzeichen für Verdienste um die Republik Österreich (1958)